# Box (film din 2015)
Box este un film românesc din 2015 regizat de Florin Șerban. Rolurile principale au fost interpretate de actorii Rafael Florea, Hilda Péter și Nicolae Motrogan. Filmul a avut premiera la Festivalul Internațional de Film de la Karlovy Vary, unde a câștigat Premiul FIPRESCI. Filmul a fost prezentat și la festivalul de film de la Toronto din 2015, dar și în cadrul altor 10 festivaluri naționale și internaționale.

## Prezentare
Filmul prezintă un adolescent rrom care face box de performanță. Acesta face o pasiune pentru o femeie necunoscută pe care o urmărește prin tot orașul.

## Distribuție
Distribuția filmului este alcătuită din:
- Rafael Florea — Rafael
- Hilda Péter — Cristina
- Nicolae Motrogan — Bunicul
- Bianca Mihai — Daria
- Marian Simion — Antrenorul
- Maria Fekete — Irina
- Orlando Chirvase — Leonard
- Sorin Leoveanu — George
- Robert Soare — Scundu'
- Narcis Romulus Dobrin — Buzatu
- Cătălin Mitulescu — Regizorul

## Producție
Filmările au avut loc în perioada 15 august - 25 septembrie 2014 la Sf. Gheorghe, Sibiu și București. 

## Premii și nominalizări
- Karlovy Vary International Film Festival – Fipresci Award/Critic Award (2015)

- Trieste Film Festival – Special Focus out of Competition  (2016)
- Toronto International Film Festival – Selecția Oficială (2015)
- Thessaloniki International Film Festival – Competiția Internațională (2015)
- BFI London Film Festival – secțiunea „Love” (2015)
- Mostra Internacional de Cinema/Sao Paulo International Film Festival – International Perspective (2015)
- Habana Film Festival (2015)
- Let's CEE Film Festival – Feature Film Competition (2015)
- Festival du Nouveau Cinéma – Panorama (2015)
- International Film Festival of the World, GOA Arhivat în 8 martie 2021, la Wayback Machine. – Cinema of the World (2015)
- Tbilisi International Film Festival Arhivat în 24 august 2018, la Wayback Machine. – Forum of European Cinema (2015)